# Gomera-Gecko
Der Gomera-Gecko (Tarentola gomerensis) ist eine auf der Kanaren-Insel Gomera endemische Gecko-Art.

## Merkmale
Der Gomera-Gecko erreicht eine Kopf-Rumpf-Länge von 7,5 Zentimeter. Er ähnelt stark dem Kanarengecko, jedoch weist seine Oberseite eine deutlich dunklere und einheitlichere Färbung auf. Eine dunkle Zeichnung gibt es meist nicht, lediglich verwaschene dunkle Querbinden sind manchmal zu erkennen. Im Kontrast zur dunklen Grundfärbung stehen weiße Tüpfel, die unregelmäßig verteilt sind. An diesem Merkmal ist die Art sicher bestimmbar. Die Iris des Gomera-Geckos ist silbergrau. Die Tuberkelschuppen des Rückens sind in der Regel gekielt, dagegen stehen sie am nicht regenerierten Schwanz deutlich ab.
Die Geschlechter lassen sich anhand der geringeren Größe des Weibchens (max. 6,2 Zentimeter Kopf-Rumpf-Länge) und dem Fehlen einziehbarer Krallen bei Männchen unterscheiden.

## Vorkommen
Der Gomera-Gecko kommt nur auf der Kanaren-Insel Gomera vor. Er ist von Meereshöhe bis 1150 Meter NN anzutreffen, bleibt aber in der Regel unterhalb von 700 Meter. Seine Lebensräume sind sonnenexponiert und nur mäßig bewachsen. Er ist auf der gesamten Insel mit Ausnahme der Lorbeerwälder und der Gipfelzonen anzutreffen.

## Phylogenie
Der Gomera-Gecko ist die Schwesterart des Kanarengeckos. Nach einer Besiedlung Gomeras durch Kanarengeckos von Teneriffa aus entwickelte sich auf Gomera in allopatrischer Artbildung der Gomera-Gecko. Die Aufspaltung erfolgte vor etwa 4 Millionen Jahren.

## Bestand und Gefährdung
Der Gomera-Gecko gilt als häufig, und sein Bestand ist stabil. Die IUCN stuft den Gomera-Gecko daher als nicht gefährdet (least concern) ein.

## Belege
- Dieter Glandt: Taschenlexikon der Amphibien und Reptilien Europas. Alle Arten von den Kanarischen Inseln bis zum Ural. Quelle & Meyer, Wiebelsheim 2010, ISBN 978-3-494-01470-8, S. 539–540.

1. ↑  Ulrich Joger, Wolfgang Bischoff: Zwei neue Taxa der Gattung Tarentola (Reptilia: Sauria: Gekkonidae) von den Kanarischen Inseln. In: Bonner zoologische Beiträge. Band 34, Nr. 4, 1983, ISSN 0006-7172, S. 459–468 (online).
2. ↑  Salvador Carranza, Edwin N. Arnold, José A. Mateo, Luis F. López-Jurado: Long-distance colonization and radiation in gekkonid lizards, Tarentola (Reptilia: Gekkonidae), revealed by mitochondrial DNA sequences. In: Proceedings of the Royal Society of London. Series B: Biological Sciences. Band 267, Nr. 1444, 2000, S. 637–649, (Digitalisat (Memento des Originals vom 4. Oktober 2013 im Internet Archive)  Info: Der Archivlink wurde automatisch eingesetzt und noch nicht geprüft. Bitte prüfe Original- und Archivlink gemäß Anleitung und entferne dann diesen Hinweis.).
3. ↑  Tarentola gomerensis in der Roten Liste gefährdeter Arten der IUCN 2010. Eingestellt von: Jose Antonio Mateo Miras, Valentin Pérez-Mellado, Iñigo Martínez-Solano, 2008. Abgerufen am 21. April 2011.